# Jan Morek
Jan Morek (ur. 1940) – polski artysta fotograf, fotoreporter. Laureat (wyróżnienie) konkursu fotografii prasowej World Press Photo. Członek rzeczywisty Okręgu Warszawskiego Związku Polskich Artystów Fotografików. Członek Stowarzyszenia Autorów ZAiKS. Członek Stowarzyszenia Dokumentalistów Droga. Autor albumów fotograficznych.

## Życiorys
Jan Morek jest obserwatorem życia społecznego, dokumentalistą najważniejszych wydarzeń kulturalnych, politycznych, religijnych, sportowych. Absolwent Uniwersytetu Warszawskiego (socjologia), związany z mazowieckim środowiskiem fotograficznym – mieszka, pracuje, tworzy w Warszawie. Fotografuje od lat 60. XX wieku. Miejsce szczególne w jego twórczości zajmuje fotografia architektury, fotografia dokumentalna, fotografia krajobrazowa, fotografia portretowa, fotografia prasowa, fotografia pejzażowa, fotografia przyrodnicza oraz fotografia reportażowa. Jako fotoreporter współpracował z wieloma ogólnopolskimi i regionalnymi czasopismami. W 1966 roku został etatowym fotoreporterem ówczesnego The Polish Review (Afryka/Azja) Wydawnictwa Polonia – późniejszej Polskiej Agencji Interpress, z którą współpracował do 1993 roku. Obecnie współpracuje samodzielnie między innymi z Wydawnictwem Artystycznym i Filmowym. 
Jan Morek jest autorem wielu fotoreportaży społecznych oraz politycznych, m.in. fotoreportażu z wizyty Charles’a de Gaulle’a w Polsce (1967), z wizyty Richarda Nixona w Polsce (1972), z wizyty Fidela Castro w Polsce (1972). Jest autorem fotoreportażu z pielgrzymki Jana Pawła II do Polski w 1979 roku. Jest autorem dokumentacji fotograficznych z zagranicznych podróży polskich polityków (m.in. z wizyty Edwarda Gierka na Kubie w 1975 roku). Jest autorem wielu portretów sławnych ludzi kultury i nauki – m.in. Tadeusza Kotarbińskiego, Witolda Lutosławskiego, Artura Rubinsteina. 
Jan Morek jest członkiem rzeczywistym Okręgu Warszawskiego Związku Polskich Artystów Fotografików (legitymacja nr 377). Jest autorem wielu albumowych publikacji fotograficznych. Jego fotografie wielokrotnie prezentowane na wystawach pokonkursowych – były doceniane akceptacjami, nagrodami i wyróżnieniami (głównie w konkursach fotografii prasowej). W 1987 roku otrzymał wyróżnienie w kategorii Życie Codzienne – w konkursie fotografii prasowej World Press Photo 1986.

## Publikacje (albumy)
- Polska na co dzień (1980);
- Warsaw;
- Warszawa – Trakt Królewski;
- Polska, Poland, Polen;
- Warszawa, Warsaw, Warschau;
- Pałace Warszawy;
- Polska;
- Warszawa;
- Zamek Królewski;
- Fotografie z PRL-u (2010)[18][19];

Źródło.